# Changé (Sarthe)
Changé è un comune francese di 6 268 abitanti situato nel dipartimento della Sarthe nella regione dei Paesi della Loira.

## Società

### Evoluzione demografica
Abitanti censiti